# Сиасон, Доминго (младший)
 Доминго Лим Сиасон младший (исп. Domingo Lim Siazón Junior; 9 июля 1939, Апарри, провинция Кагаян, Филиппины — 3 мая 2016, Токио, Япония) — филиппинский дипломат и государственный деятель, министр иностранных дел Филиппин (1995—2001).

## Биография
Окончил Университет Атенео-де-Манила с присуждением степени бакалавра гуманитарных наук в области политологии, затем получил дипломы:
- по физике Токийского университета образования (впоследствии Цукубский университет) по стипендии Министерства образования, культуры, спорта, науки и техники Японии (MEXT),
- магистра государственного управления в Школе управления им. Джона Ф. Кеннеди Гарвардского университета,
- экономический сертификат Экономического института Колорадского университета в Боулдере.

На дипломатической службе с 1966 г.
- 1976-1985 гг. — посол в Австрии и постоянный представитель Филиппин при МАГАТЭ,
- 1985—1992 гг. — генеральный директор Организации Объединённых Наций по промышленному развитию (ЮНИДО),
- 1993—1995 гг. — посол в Японии,
- 1995—2001 гг. — министр иностранных дел Филиппин. На этом посту способствовал заключению с Соединенными Штатами «Соглашения об иностранных вооруженных силах» (Visiting Forces Agreement (VFA)). Также произошел инцидент, связанный с похищением в 2000 г. иностранных туристов на острове Холо повстанческой группой Абу Сайяф и последующими переговорам об их освобождении заложников и выплате выкупа,
- 2001—2010 гг. — посол в Японии.

Свободно владел илокано, английским, французским, испанским, японским, немецким и тагальским языками.